# 朝鲜义勇军纪念馆

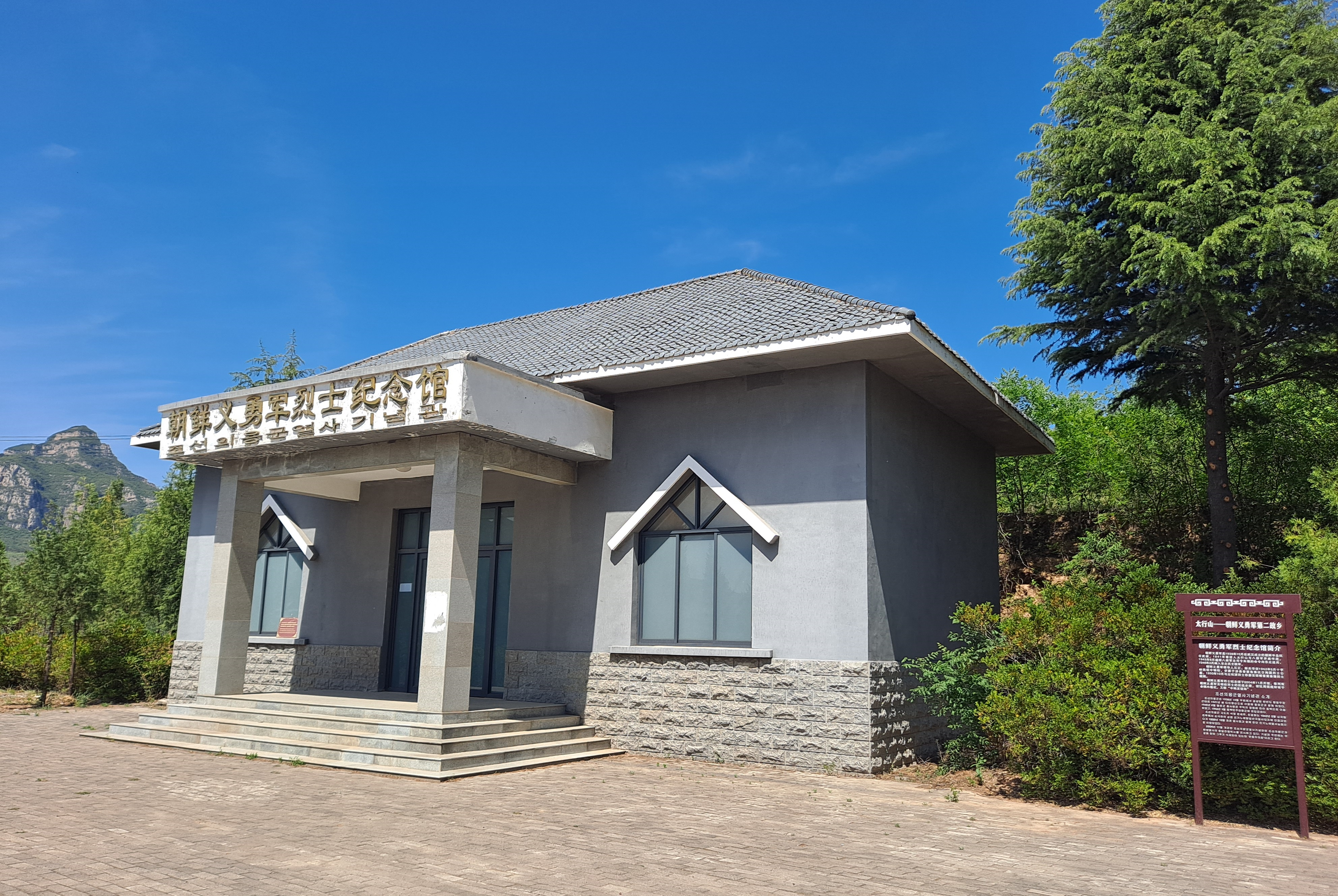
朝鲜义勇军纪念馆

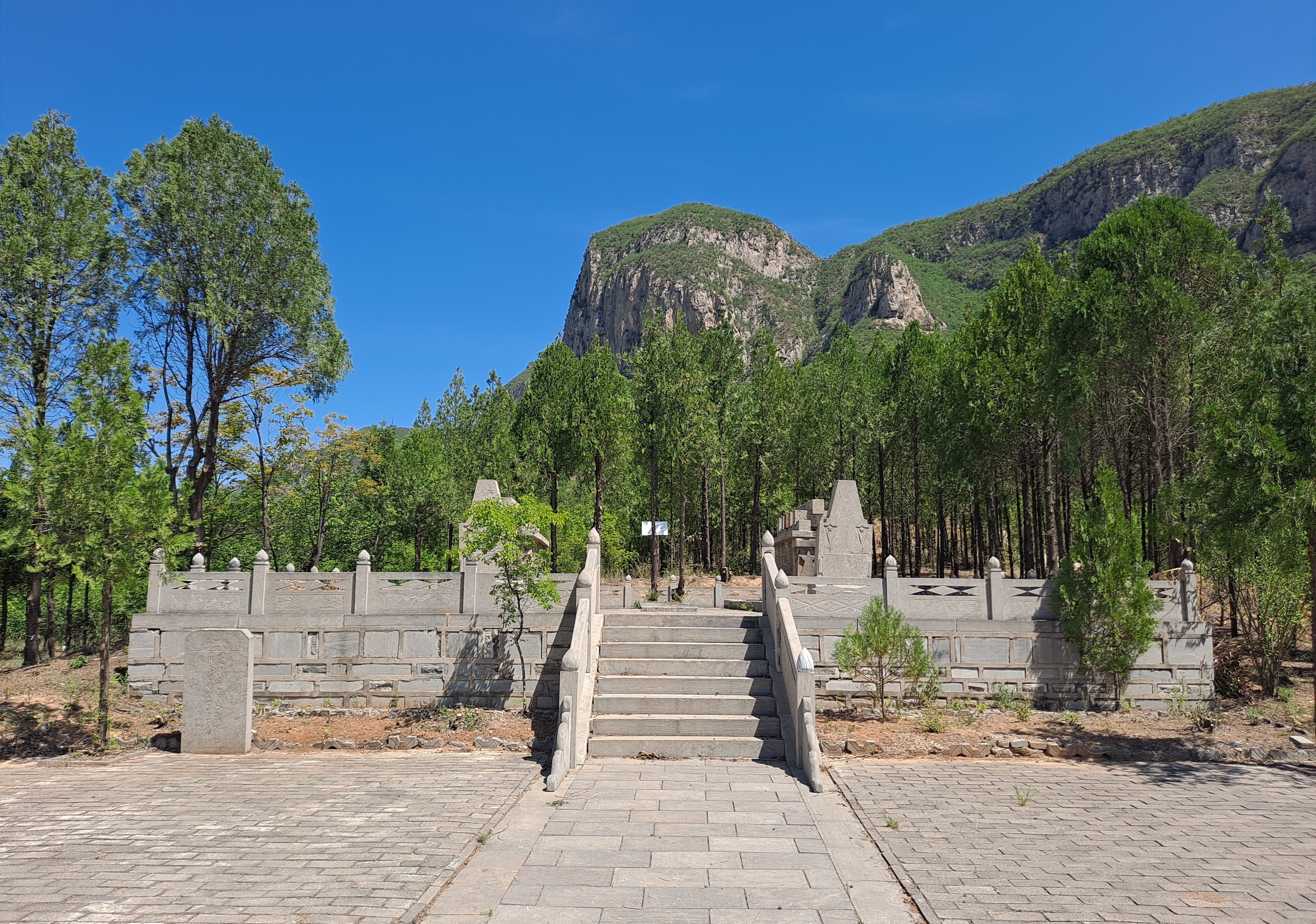
尹世胄和陈光华原墓遗迹

朝鲜义勇军烈士纪念馆，位于中国河北省邯郸市涉县晋冀鲁豫抗日殉国烈士公墓旧址，2004年由中共涉县县委、县政府，辽城乡党委政府所建，是中国首个纪念朝鲜义勇军的展览馆。:107
纪念馆建筑面积100平方米。馆内展出有100余张历史照片、大量文献资料，以及尹世胄烈士家乡韩国密阳市政府代表团从烈士故居带来的土壤，烈士生前发表的文稿等。展馆分为四个主题单元：流亡中国，反日侵略；转移南北，并肩战斗；中韩斗士，血盟太行；历史丰碑，友谊虹桥。:107-108